# 1771 w polityce

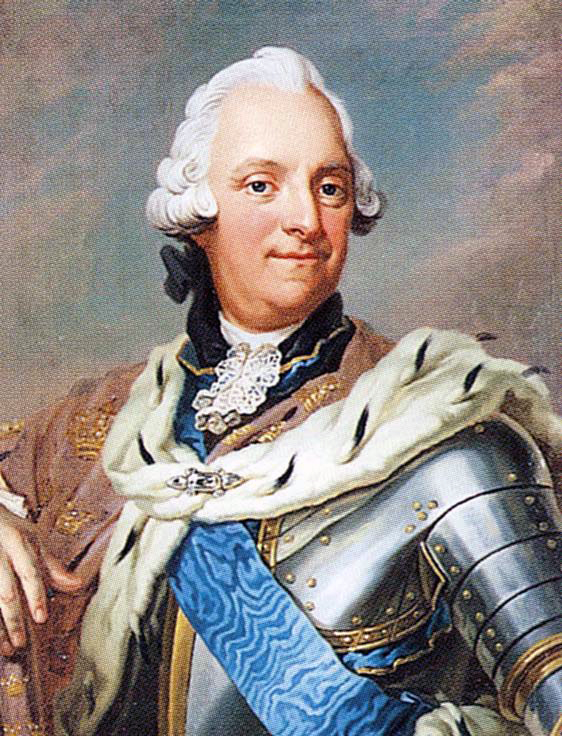
Adolf Fryderyk, król Szwecji

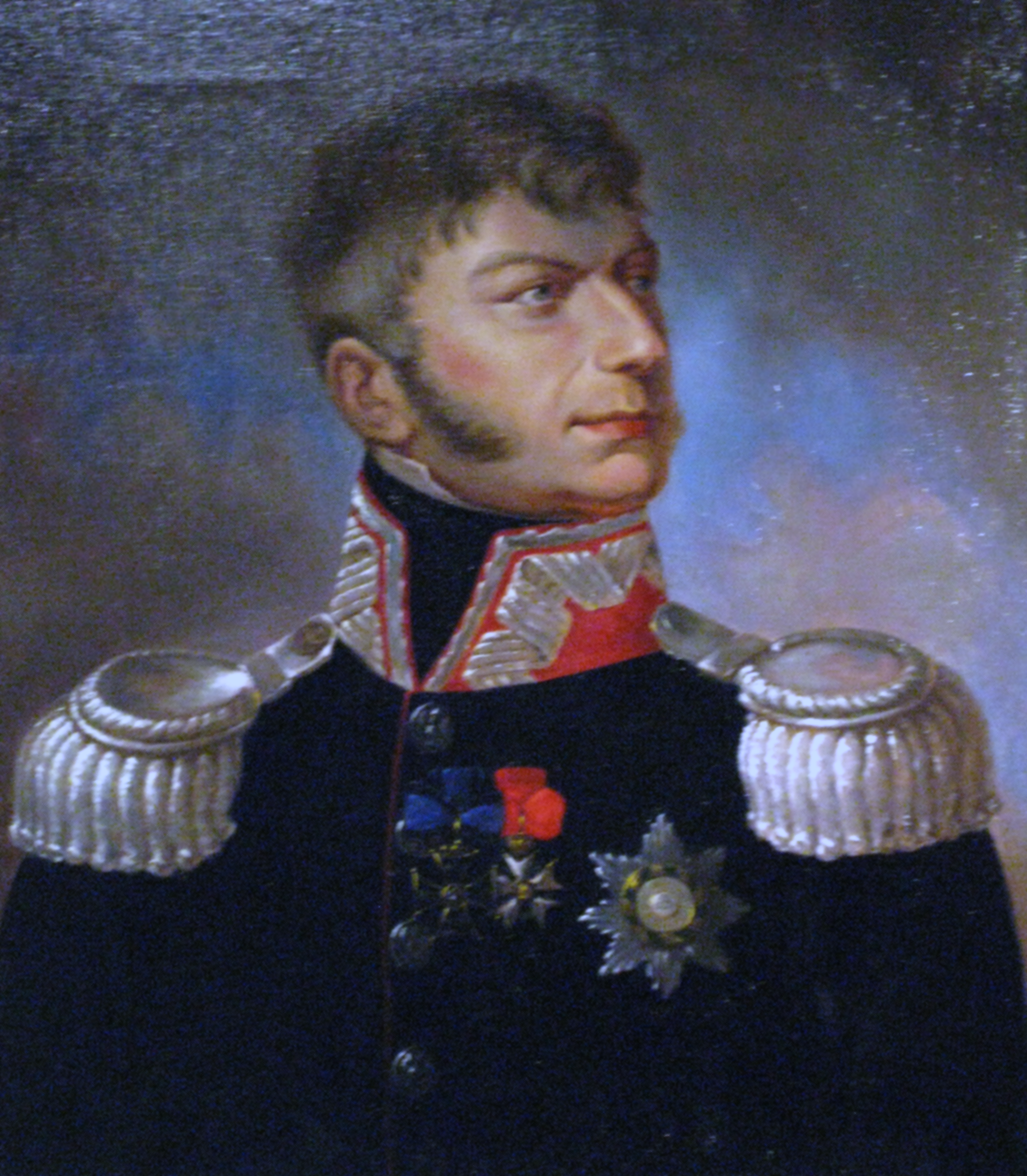
Józef Chłopicki w mundurze generalskim

Wydarzenia polityczne w 1771 roku.

## Urodzili się
- 14 marca Józef Chłopicki, polski generał, dyktator powstania listopadowego[1].
- 5 czerwca Ernest August I, król Hanoweru[2].

## Zmarli
- 14 stycznia Maria Franciszka Dorota Portugalska, infantka portugalska[3].
- 12 lutego Adolf Fryderyk, król Szwecji[4].
- 16 maja Edward Finch, brytyjski dyplomata[5].